# Megacanthaspis actinodaphnes
Megacanthaspis actinodaphnes är en insektsart som beskrevs av Sadao Takagi 1961. Megacanthaspis actinodaphnes ingår i släktet Megacanthaspis och familjen pansarsköldlöss. Inga underarter finns listade i Catalogue of Life.